# Coltivazione di alghe
La coltivazione di alghe o alghicoltura è una forma di acquacoltura dedicata alla coltivazione di alghe.

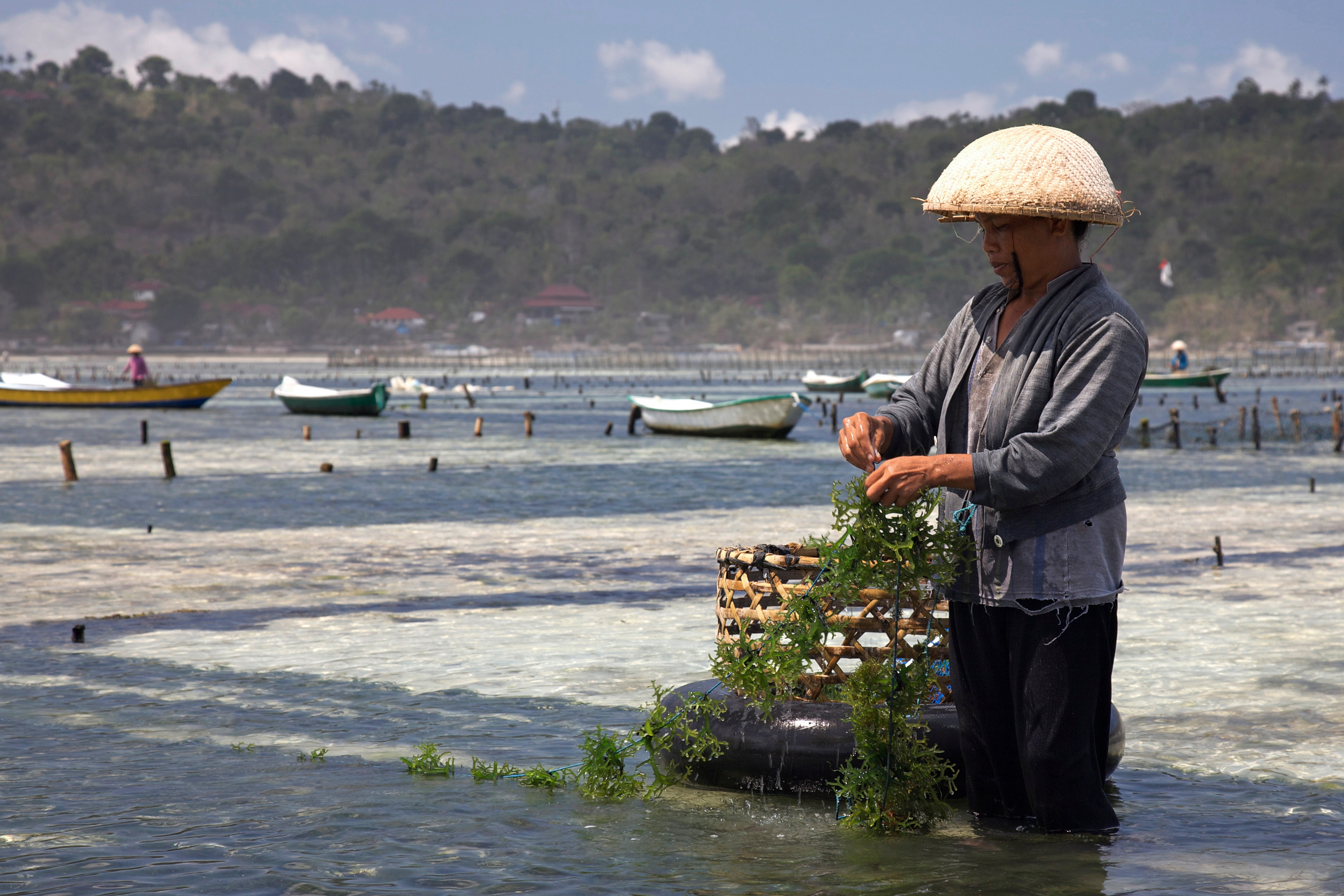
Coltivazione di alghe in Indonesia.

La maggioranza delle alghe coltivate rientrano nella categoria delle microalghe, tra cui il fitoplancton.
Le macroalghe, invece, hanno molti usi commerciali e industriali ma, date le dimensioni e i requisiti necessari dell'ambiente per farle crescere, non sono molto facili da coltivare su grande scala, pertanto si preferisce raccoglierle direttamente dall'oceano.

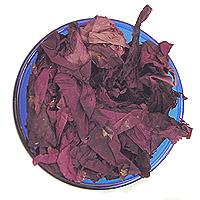
La dulse (Palmaria palmata) è una delle molte alghe commestibili.

## Storia e usi delle alghe
Presumibilmente, il primo uso delle alghe è stato come cibo. Un esempio ne è l'involtura del sushi. Alcune specie commestibili sono la spirulina (Arthrospira platensis) e la dulse (Palmaria palmata): quest'ultima è un'alga rossa commercializzata particolarmente in Irlanda e nella parte atlantica del Canada. Si mangia cruda, fresca, asciutta o cucinata come gli spinaci.

## Specie coltivate
La spirulina (Arthrospira platensis) è un'alga cianófita con una grande storia come fonte alimentare in Africa Orientale e nel Messico precoloniale. Grazie al suo alto contenuto in proteine e altri nutrienti, si usa comunemente come supplemento alimentare e come trattamento per la denutrizione.
La Chlorella, un'altra microalga popolare, ha una composizione nutrizionale simile alla Spirulina, ma è unica per essere la fonte del cosiddetto "fattore di crescita della Chlorella", un potente composto fitochimico. La Chlorella è molto popolare in Giappone ed è uno degli integratori più prescritti nel paese.
Altra alga, Porphyra tenera, è raccolta e usata in varie forme.

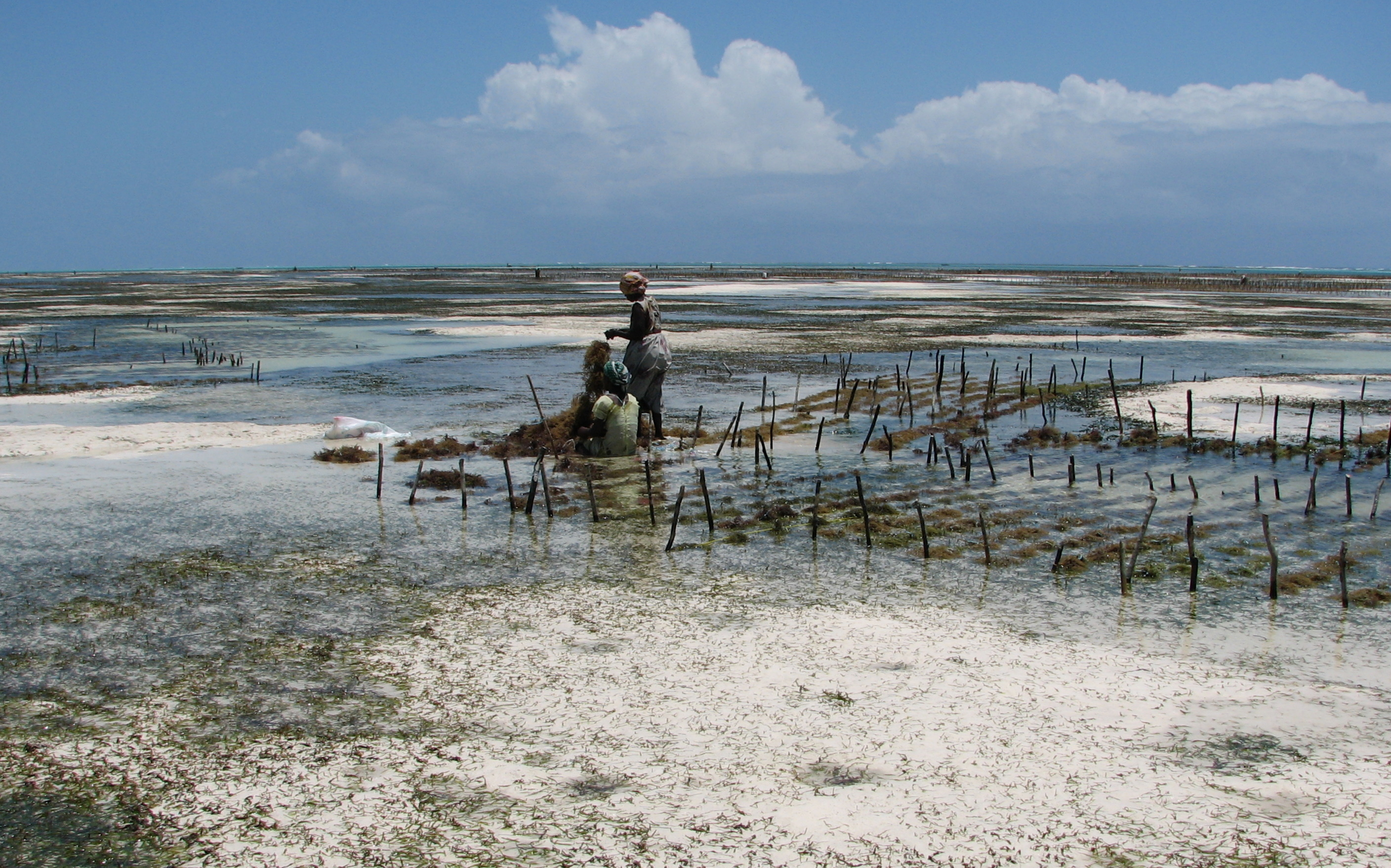
Coltivazione di alghe rosse a Jambiani (Zanzibar)

Alghe rosse  del genere Eucheuma, come E. spinosum e E. cottonii, vengono coltivate in diverse parti del mondo e sono impiegate nell'industria alimentare (soprattutto per produrre l'addensante noto come carragenina) e in quella dei cosmetici.
Le alghe vengono fatte crescere in filari, usando come sostegno canne di bambù o altri supporti simili; il raccolto è molto frequente. La pratica della coltivazione di questo genere di alghe è originaria dell'Estremo Oriente e dell'Indonesia (per esempio Filippine e Bali), ma in seguito si è diffusa anche altrove. A Zanzibar, per esempio, la coltivazione di alghe della specie E. spinosum è stata introdotta nel 1988, e oggi le coltivazioni di alghe sono molto comuni sulle coste di entrambe le principali isole dell'arcipelago (Unguja e Pemba).
Data la forte richiesta da parte delle industrie, nelle regioni tropicali la coltivazione di alghe marine ha un grande impatto socioeconomico (basti pensare che il settore dà lavoro a più di 60 000 famiglie nel Sud-Est asiatico, principalmente nelle Filippine, in Indonesia, in Malaysia e in Vietnam, oltre che in Africa Orientale e, più recentemente, anche in India).

## Studi in corso
Un gruppo di esperti dell'Università di Jaén (UJA), guidato da Sebastián Sánchez Villasclaras, ha avviato uno studio di ricerca per la pulizia delle acque residuali tramite la microalga Botryococcus braunii, che produce grandi quantità di idrocarburi liquidi.